# Olmo Gentile
Olmo Gentile är en ort och kommun i provinsen Asti i regionen Piemonte i Italien. Kommunen hade 74 invånare (2018).